# كرسي الرضاعة
كرسى الرضاعة أو كرسي التمريض هو كرسى مريح يستخدم لرعاية الطفل الرضيع، في العصر الفيكتوري كان كرسي التمريض كرسيًا منجدًا جزئيًا ذا جوانب منخفضة للجلوس. ويشمل التمريض رعاية الأطفال وكذلك الرضاعة الطبيعية. ويسمح المقعد المنخفض في الكرسي للأم -التي كانت ترتدي مشدًا صلبًا - بالتفاعل مع الأطفال الصغار دون الانحناء. وكان هذا الكرسي مشهوراً بشكل خاص في إنجلترا وقد وُجد في المقام الأول في منازل الطبقة العليا. وكانت أنواع الخشب الأكثر استخدامًا في صناعة الكرسي هي خشب البلوط أو خشب الورد أو الجوز. وكان المقعد ينبت في كثير من الأحيان ويمكن جعله مزينًا أو مزخرفا بضفيرة محيطية أو زوج من ضفائر الأزهار. وأرجل الكرسي غالباً ما تكون ذات نمط كابريول أو تصميم مغزلي مستقيم الأرجل.
وتوجد العديد من الكراسي التمريضية الحديثة بتنوع أوسع؛ مثل الكراسي الهزازة أوالكراسي المحتوية على مسند ظهر يمكن إمالته إلى الخلف، وغالباً ما يوجد مسند القدمين الذي يمكن تمديده عن طريق رافعة على جانب الكرسي، أو قد يمتد تلقائيًا عندما يكون الظهر مائلًا وكذلك يمكن اعتبار الأثاث العثماني الطراز من ضمنها.